# Koszmosz–44
A Koszmosz–44 (oroszul: Космос–44) a szovjet Metyeor meteorológiai műhold első prototípusa volt, melyet 1964 augusztusában indítottak a rendszer tesztelése céljából.

## Küldetés
A repülés célja tesztelni a beépített műszaki rendszert. Tesztelni a televíziós kamerák és az infravörös felhő-fényképezőgépek és a telemetriai (adatrögzítő, adattároló, adattovábbító) rendszert.

## Jellemzői
A  VNII EM (oroszul: Всесоюзный научно-исследовательский институт электромеханики (ВНИИ ЭМ) филиал) tervezte, építette. Üzemeltetője a moszkvai (Госкомитет СССР по гидрометеорологии) intézet.
1964. augusztus 28-án a Bajkonuri űrrepülőtér indítóállomásról egy Vosztok–2 (8А92) típusú hordozórakétával juttatták Föld körüli pályára. A 99,5 perces, 65 fokos hajlásszögű, elliptikus pálya elemei: perigeuma 607 kilométer, apogeuma 863 kilométer volt. Hasznos tömege 3800 kilogramm. Szabványosított, könnyű tudományos-kutató műhold. Áramforrása kémiai, illetve a felületét burkoló napelemek energiahasznosításának kombinációja (kémiai akkumulátorok, napelemes energiaellátás – földárnyékban puffer-akkumulátorokkal). Földre orientált, stabilitását giroszkóp biztosította. Felépítése hengeres, átmérője 1,4 méter, magassága 5 méter, két napelemtáblája 10 méterre kinyúló.
A fedélzeten elhelyezett rádióadó által sugárzott jelek fáziskülönbségének méréséből következtetéseket lehetett levonni az ionoszféra szerkezetéről. Az éjszakai ionoszféra F-rétege magasságbeli és kiterjedésbeli inhomogenitásainak mérése a 20 MHz-es fedélzeti adó jeleinek fluktuációváltozásaiból történt.
Első alkalommal itt alkalmazták az infravörös fényképezési technikát. A Földről kiinduló sugárzás spektrumának mérése 7-38 mikrométer hullámhossztartományban, kétcsatornás, diffrakciós monokromátorral. A monokromátor optikai tengelyét a helyi függőlegesre orientálták. A mérés térbeli felbontóképessége 10 kilométer volt. Összesen 10 000 spektrumfelvételt készített.
1972 júniusában belépett a légkörbe és megsemmisült.